# Scytodes lyriformis
Scytodes lyriformis là một loài nhện trong họ Scytodidae.
Loài này thuộc chi Scytodes. Scytodes lyriformis được William Frederick Purcell miêu tả năm 1904.